# 普卡拉胡山 (安卡什大區)
8°55′49″S 77°32′39″W / 8.93028°S 77.54417°W
普卡拉胡山（Pucaraju），是秘魯的山峰，位於該國北部安卡什大區，處於陶利拉胡山東南面和韋克羅科查湖以西，屬於安第斯山脈中布蘭卡山脈的一部分，海拔高度5,025米。